# Maksym Maksymenko
Maksym Ołeksandrowycz Maksymenko, ukr. Максим Олександрович Максименко (ur. 28 maja 1990 w Kramatorsku) – ukraiński piłkarz, grający na pozycji obrońcy.

## Kariera piłkarska

### Kariera klubowa
Wychowanek szkoły piłkarskiej Szachtar Donieck, barwy którego bronił w juniorskich mistrzostwach Ukrainy (DJuFL). Karierę piłkarską rozpoczął 25 lipca 2007 w składzie trzeciej drużyny Szachtara Donieck. Latem 2009 został wypożyczony do drugoligowego zespołu Krymtepłycia Mołodiżne. Latem 2010 wyjechał do Mołdawii, gdzie został piłkarzem FC Tiraspol. Latem 2013 powrócił do Ukrainy, gdzie zasilił skład Stali Ałczewsk. Podczas przerwy zimowej sezonu 2014/15 po tym jak Stal ogłosiła o zaprzestaniu występów w mistrzostwach Ukrainy podpisał kontrakt z łotewskim FK Spartaks Jurmała. 2 marca 2016 został piłkarzem Desny Czernihów. 4 lipca 2017 przeniósł się do Kołosu Kowaliwka.

### Kariera reprezentacyjna
W latach 2005–2009 występował w juniorskich reprezentacjach Ukrainy U-17 i juniorskich reprezentacjach Ukrainy U-19.

## Sukcesy

### Sukcesy klubowe
- brązowy medalista Mistrzostw Mołdawii: 2013
- zdobywca Pucharu Mołdawii: 2013